# (474115) 2016 LW41
(474115) 2016 LW41 es un asteroide perteneciente al cinturón de asteroides, descubierto el 16 de enero de 2010 por Wide-field Infrared Survey Explorer desde el telescopio espacial Wide-Field Infrared Survey Explorer (WISE), Estados Unidos.

## Designación y nombre
Designado provisionalmente como 2016 LW41.

## Características orbitales
2016 LW41 está situado a una distancia media del Sol de 3,056 ua, pudiendo alejarse hasta 3,234 ua y acercarse hasta 2,878 ua. Su excentricidad es 0,058 y la inclinación orbital 11,26 grados. Emplea 1952 días en completar una órbita alrededor del Sol.

## Características físicas
La magnitud absoluta de 2016 LW41 es 16,2.